# Henrik Christiansen (skøjteløber)
 Der er flere personer med dette navn, se Henrik Christiansen.
Henrik André Sole Christiansen (født 10. februar 1983) er en norsk skøjteløber, der repræsenterer Asker Skøyteklubb.
Henrik Christiansen fik sin internationale debut ved verdenscuppen i november 2003 i Hamar. Han blev nr. 9 ved EM i 2007 i Collalbo, Italien, og nr. 19 ved allround-VM 2007 i Heerenveen i Holland.